# Андорра на летних юношеских Олимпийских играх 2014
Андорра на летних юношеских Олимпийских играх 2014, проходивших в китайском Нанкине с 16 по 28 августа, была представлена 10 спортсменами в трёх видах спорта.

## Состав и результаты

### Баскетбол
Андорру представляли девушки и юноши. Они квалифицировались на основе таблицы, обновленной Международной федерацией баскетбола 1 июня 2014 года.

##### Проверка навыков
| Спортсмен           | Дисциплина                        | Результаты | Результаты | Результаты | Финал                 | Финал                 | Финал                 |
| Спортсмен           | Дисциплина                        | Очки       | Время      | Место      | Очки                  | Время                 | Место                 |
| ------------------- | --------------------------------- | ---------- | ---------- | ---------- | --------------------- | --------------------- | --------------------- |
| Клаудия Брунет      | Соревнование по броскам (девушки) | 3          | 27,4       | 42         | Завершила выступление | Завершила выступление | Завершила выступление |
| Анна Мана           | Соревнование по броскам (девушки) | 5          | 28,2       | 15         | Завершила выступление | Завершила выступление | Завершила выступление |
| Лаура Наварро       | Соревнование по броскам (девушки) | 2          | 24,4       | 51         | Завершила выступление | Завершила выступление | Завершила выступление |
| Мария Видал Сегалас | Соревнование по броскам (девушки) | 3          | 21,5       | 31         | Завершила выступление | Завершила выступление | Завершила выступление |

#### Турнир (юноши)

###### Состав
- Кой де Бофаруль
- Сержи Хименес Маркес
- Сержи Джордана Фаус
- Риера Льитерас

###### Групповой этап
| Команда        | ИГР | В | П | МЗ  | МП  | МР   | Очки |
| -------------- | --- | - | - | --- | --- | ---- | ---- |
| Аргентина      | 9   | 7 | 2 | 156 | 101 | +55  | 16   |
| Россия         | 9   | 7 | 2 | 153 | 117 | +36  | 16   |
| Испания        | 9   | 7 | 2 | 145 | 135 | +10  | 16   |
| Новая Зеландия | 9   | 6 | 3 | 145 | 129 | +16  | 15   |
| Венесуэла      | 9   | 5 | 4 | 136 | 128 | +8   | 14   |
| Бразилия       | 9   | 4 | 5 | 116 | 92  | +24  | 13   |
| Румыния        | 9   | 4 | 5 | 130 | 122 | +8   | 13   |
| Тунис          | 9   | 3 | 6 | 115 | 130 | −15  | 12   |
| Андорра        | 9   | 2 | 7 | 129 | 168 | −39  | 11   |
| Гватемала      | 9   | 0 | 9 | 74  | 177 | −103 | 9    |

| 18 августа 2014 17:00 |            | Андорра | 13:21     | Россия | Wutaishan Sports Center, Нанкин |
| 18 августа 2014 17:00 | Ллитерас 6 | Очки    | Горнаев 7 |        | Wutaishan Sports Center, Нанкин |

| 18 августа 2014 21:40 |             | Андорра | 18:21       | Испания | Wutaishan Sports Center, Нанкин |
| 18 августа 2014 21:40 | Ллитерас 12 | Очки    | Омегарик 11 |         | Wutaishan Sports Center, Нанкин |

| 19 августа 2014 19:00 |            | Бразилия | 21:2                   | Андорра | Wutaishan Sports Center, Нанкин |
| 19 августа 2014 19:00 | Перейра 10 | Очки     | Льитерас, Хименес по 1 |         | Wutaishan Sports Center, Нанкин |

| 20 августа 2014 18:00 |            | Андорра | 10:17                | Румыния | Wutaishan Sports Center, Нанкин |
| 20 августа 2014 18:00 | Джордана 5 | Очки    | Кути, Николеску по 7 |         | Wutaishan Sports Center, Нанкин |

| 20 августа 2014 21:00 |           | Новая Зеландия | 21:16       | Андорра | Wutaishan Sports Center, Нанкин |
| 20 августа 2014 21:00 | Тимминс 9 | Очки           | Ллитерас 12 |         | Wutaishan Sports Center, Нанкин |

| 22 августа 2014 18:40 |             | Андорра | 21:10     | Гватемала | Wutaishan Sports Center, Нанкин |
| 22 августа 2014 18:40 | Ллитерас 17 | Очки    | Росалес 5 |           | Wutaishan Sports Center, Нанкин |

| 23 августа 2014 18:00 |             | Венесуэла | 19:17       | Андорра | Wutaishan Sports Center, Нанкин |
| 23 августа 2014 18:00 | Гармендия 8 | Очки      | Ллитерас 12 |         | Wutaishan Sports Center, Нанкин |

| 23 августа 2014 21:20 |            | Андорра | 11:21      | Аргентина | Wutaishan Sports Center, Нанкин |
| 23 августа 2014 21:20 | Ллитерас 5 | Очки    | Вилдоза 11 |           | Wutaishan Sports Center, Нанкин |

| 24 августа 2014 20:00 |         | Тунис | 17:21       | Андорра | Wutaishan Sports Center, Нанкин |
| 24 августа 2014 20:00 | Хайри 8 | Очки  | Ллитерас 11 |         | Wutaishan Sports Center, Нанкин |

#### Турнир (девушки)

##### Состав
- Клаудия Брунет Солано
- Анна Мана Бускаль
- Лаура Наварро Марин
- Мария Видал Сегалас

##### Групповой этап
| Команда   | ИГР | В | П | МЗ  | МП  | МР   | Очки |
| --------- | --- | - | - | --- | --- | ---- | ---- |
| США       | 9   | 9 | 0 | 190 | 54  | +136 | 18   |
| Бельгия   | 9   | 7 | 2 | 136 | 75  | +61  | 16   |
| Таиланд   | 9   | 6 | 3 | 96  | 102 | −6   | 15   |
| Чехия     | 9   | 6 | 3 | 140 | 106 | +34  | 15   |
| Тайвань   | 9   | 5 | 4 | 124 | 114 | +10  | 14   |
| Румыния   | 9   | 5 | 4 | 118 | 102 | +16  | 14   |
| Египет    | 9   | 4 | 5 | 125 | 127 | −2   | 13   |
| Гуам      | 9   | 2 | 7 | 77  | 151 | −74  | 11   |
| Андорра   | 9   | 1 | 8 | 76  | 161 | −85  | 10   |
| Индонезия | 9   | 0 | 9 | 66  | 156 | −90  | 9    |

| 18 августа 2014 19:00 |                   | Андорра | 10:13        | Таиланд | Wutaishan Sports Center, Нанкин |
| 18 августа 2014 19:00 | Брунет, Мана по 3 | Очки    | Бунсинпром 6 |         | Wutaishan Sports Center, Нанкин |

| 19 августа 2014 18:20 |             | Бельгия | 22:1      | Андорра | Wutaishan Sports Center, Нанкин |
| 19 августа 2014 18:20 | Верельст 10 | Очки    | Наварро 1 |         | Wutaishan Sports Center, Нанкин |

| 19 августа 2014 21:20 |          | Андорра | 8:18      | Гуам | Wutaishan Sports Center, Нанкин |
| 19 августа 2014 21:20 | Брунет 4 | Очки    | Кастро 12 |      | Wutaishan Sports Center, Нанкин |

| 20 августа 2014 19:00 |          | Андорра | 13:16           | Тайвань | Wutaishan Sports Center, Нанкин |
| 20 августа 2014 19:00 | Брунет 6 | Очки    | Жоу-Чен Хуанг 8 |         | Wutaishan Sports Center, Нанкин |

| 22 августа 2014 18:00 |             | Чехия | 21:7      | Андорра | Wutaishan Sports Center, Нанкин |
| 22 августа 2014 18:00 | Беранкова 7 | Очки  | Наварро 5 |         | Wutaishan Sports Center, Нанкин |

| 22 августа 2014 21:20 |                    | Андорра | 5:22         | США | Wutaishan Sports Center, Нанкин |
| 22 августа 2014 21:20 | Брунет, Видал по 2 | Очки    | Огунбоувел 9 |     | Wutaishan Sports Center, Нанкин |

| 23 августа 2014 19:20 |         | Румыния | 18:8   | Андорра | Wutaishan Sports Center, Нанкин |
| 23 августа 2014 19:20 | Петер 6 | Очки    | Мана 3 |         | Wutaishan Sports Center, Нанкин |

| 24 августа 2014 17:40 |          | Андорра | 14:10     | Индонезия | Wutaishan Sports Center, Нанкин |
| 24 августа 2014 17:40 | Брунет 8 | Очки    | Эльвира 4 |           | Wutaishan Sports Center, Нанкин |

| 24 августа 2014 21:20 |             | Египет | 21:10    | Андорра | Wutaishan Sports Center, Нанкин |
| 24 августа 2014 21:20 | Эльгедави 8 | Очки   | Брунет 5 |         | Wutaishan Sports Center, Нанкин |

### Гребля на байдарках и каноэ
Андорре тройственной комиссией было предоставлено одно место для участия.

#### Девушки
| Спортсмен           | Дисциплина                | Результаты | Результаты | Дополнительные этапы | Дополнительные этапы | 1/8 финала            | 1/8 финала            | Четвертьфиналы                 | Полуфиналы            | Финал / Матч за 3-е место | Место |
| Спортсмен           | Дисциплина                | Время      | Место      | Время                | Место                | Время                 | Место                 | Соперник/ Результат            | Соперник/ Результат   | Соперник/ Результат       | Место |
| ------------------- | ------------------------- | ---------- | ---------- | -------------------- | -------------------- | --------------------- | --------------------- | ------------------------------ | --------------------- | ------------------------- | ----- |
| Лаура Пельисер Чика | Байдарки-одиночки, слалом | 2:58,190   | 19         | 2:38,001             | 10                   | Завершила выступление | Завершила выступление | Завершила выступление          | Завершила выступление | Завершила выступление     | 18    |
| Лаура Пельисер Чика | Байдарки-одиночки, спринт | 1:22,434   | 8          | Не участвовала       | Не участвовала       | 1:21,575              | 8                     | Селина Джонс Германия 1:26,330 | Завершила выступление | Завершила выступление     | 5     |

### Плавание
Андорру представлял один пловец.

#### Юноши
| Спортсмен         | Дисциплина                | Предварительный заплыв | Предварительный заплыв | Финал                | Финал                |
| Спортсмен         | Дисциплина                | Время                  | Место                  | Время                | Место                |
| ----------------- | ------------------------- | ---------------------- | ---------------------- | -------------------- | -------------------- |
| Пол Ариас Доурдет | 400 метров вольным стилем | 4:11,13                | 30                     | Завершил выступление | Завершил выступление |
| Пол Ариас Доурдет | 800 метров вольным стилем | Не участвовал          | Не участвовал          | 8:47,46              | 25                   |